# Iglesia de Santa María del Monte Carmelo (Salamanca)

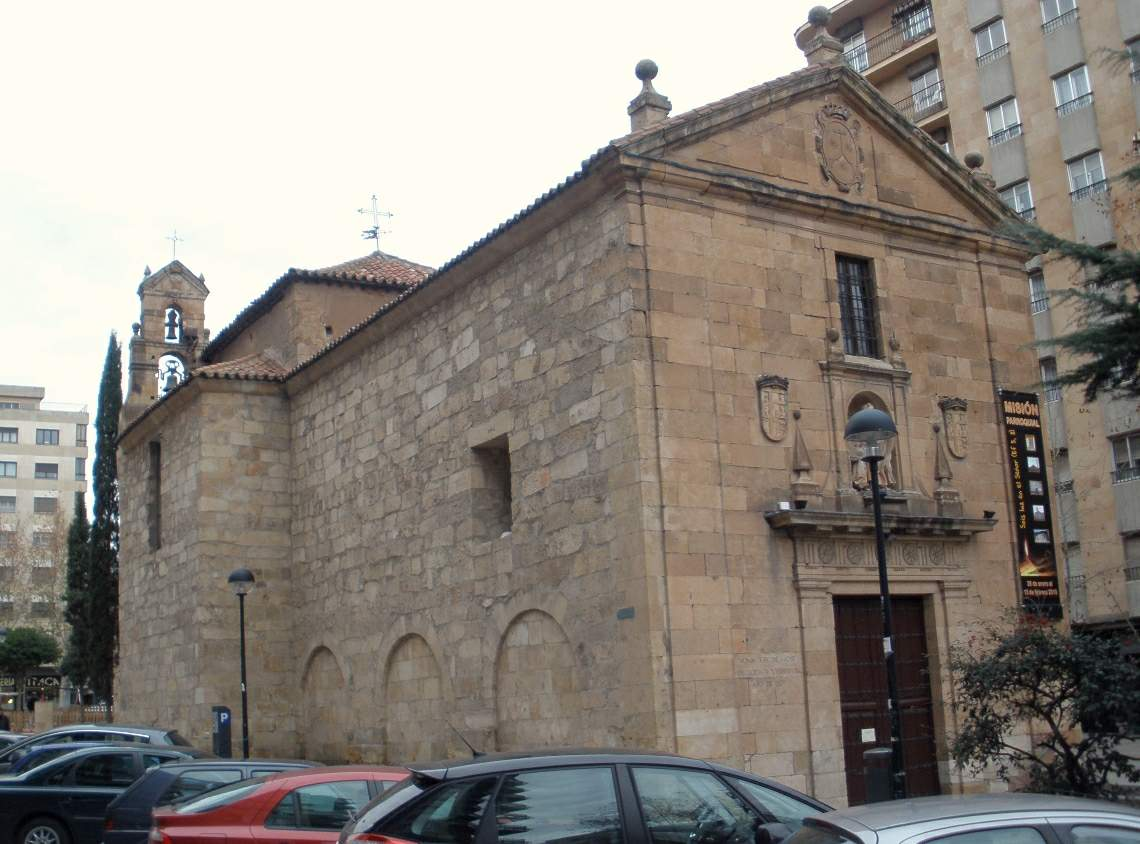
Exterior de la iglesia.

La iglesia de Santa María del Monte Carmelo (también conocida como iglesia del Monte Carmelo o de Carmelitas) es una pequeña iglesia barroca de Salamanca, resto del desaparecido convento de Carmelitas Descalzas de San José, fundado por Santa Teresa de Jesús en 1570. Se encuentra en la plaza de las Carmelitas, en el barrio del Oeste. 
La iglesia se construyó entre 1612 y 1631. Es obra de Juan Moreno, con trazas de fray Jerónimo de la Madre de Dios. Se trata de un trabajo austero, como corresponde a la estética carmelita. En su fachada destaca una hornacina con estatua de San José en piedra, obra de Juan Rodríguez, discípulo de Gregorio Fernández. 
En su interior existe un retablo de Antonio González Ramiro y esculturas de la Virgen del Carmen y Santa Teresa debidas a las manos de Esteban de Rueda.
El arco que daba entrada al convento de las Carmelitas Descalzas se conserva trasladado a unos jardines cercanos en el paseo de Carmelitas.